# Стремстад (комуна)
Комуна Стремстад (швед. Strömstads kommun) — адміністративно-територіальна одиниця місцевого самоврядування, що розташована в лені Вестра-Йоталанд у південно-західній Швеції. На півночі та сході межує з Норвегією.
Стремстад 187-а за величиною території комуна Швеції. Адміністративний центр комуни — місто Стремстад.

## Населення
Населення становить 12 295 чоловік (станом на вересень 2012 року). 
| Кількість населення комуни Стремстад за 1970-2010 роки | Кількість населення комуни Стремстад за 1970-2010 роки | Кількість населення комуни Стремстад за 1970-2010 роки | Кількість населення комуни Стремстад за 1970-2010 роки | Кількість населення комуни Стремстад за 1970-2010 роки |
| ------------------------------------------------------ | ------------------------------------------------------ | ------------------------------------------------------ | ------------------------------------------------------ | ------------------------------------------------------ |
| Рік                                                    |                                                        |                                                        | Населення                                              |                                                        |
| 1970                                                   | 1970                                                   |                                                        | 9 558                                                  | 9 558                                                  |
| 1975                                                   | 1975                                                   |                                                        | 9 485                                                  | 9 485                                                  |
| 1980                                                   | 1980                                                   |                                                        | 9 580                                                  | 9 580                                                  |
| 1985                                                   | 1985                                                   |                                                        | 10 001                                                 | 10 001                                                 |
| 1990                                                   | 1990                                                   |                                                        | 10 846                                                 | 10 846                                                 |
| 1995                                                   | 1995                                                   |                                                        | 10 876                                                 | 10 876                                                 |
| 2000                                                   | 2000                                                   |                                                        | 11 102                                                 | 11 102                                                 |
| 2005                                                   | 2005                                                   |                                                        | 11 507                                                 | 11 507                                                 |
| 2010                                                   | 2010                                                   |                                                        | 11 808                                                 | 11 808                                                 |
| Джерело: SCB                                           |                                                        |                                                        |                                                        |                                                        |

## Населені пункти
Комуні підпорядковано 4 міські поселення (tätort) та низка сільських, більші з яких:
- Стремстад (Strömstad)
- Кебаль (Kebal)
- Шее (Skee)
- Естра-Оннеред (Östra Ånneröd)
- Старе (Stare)
- Черне (Tjärnö)
- Флоґгульт (Flåghult)

## Міста побратими
Комуна підтримує побратимські контакти з такими муніципалітетами:
- Комуна Рандаберг, Норвегія
- Конневесі, Фінляндія
- Ніссі, Естонія

## Галерея

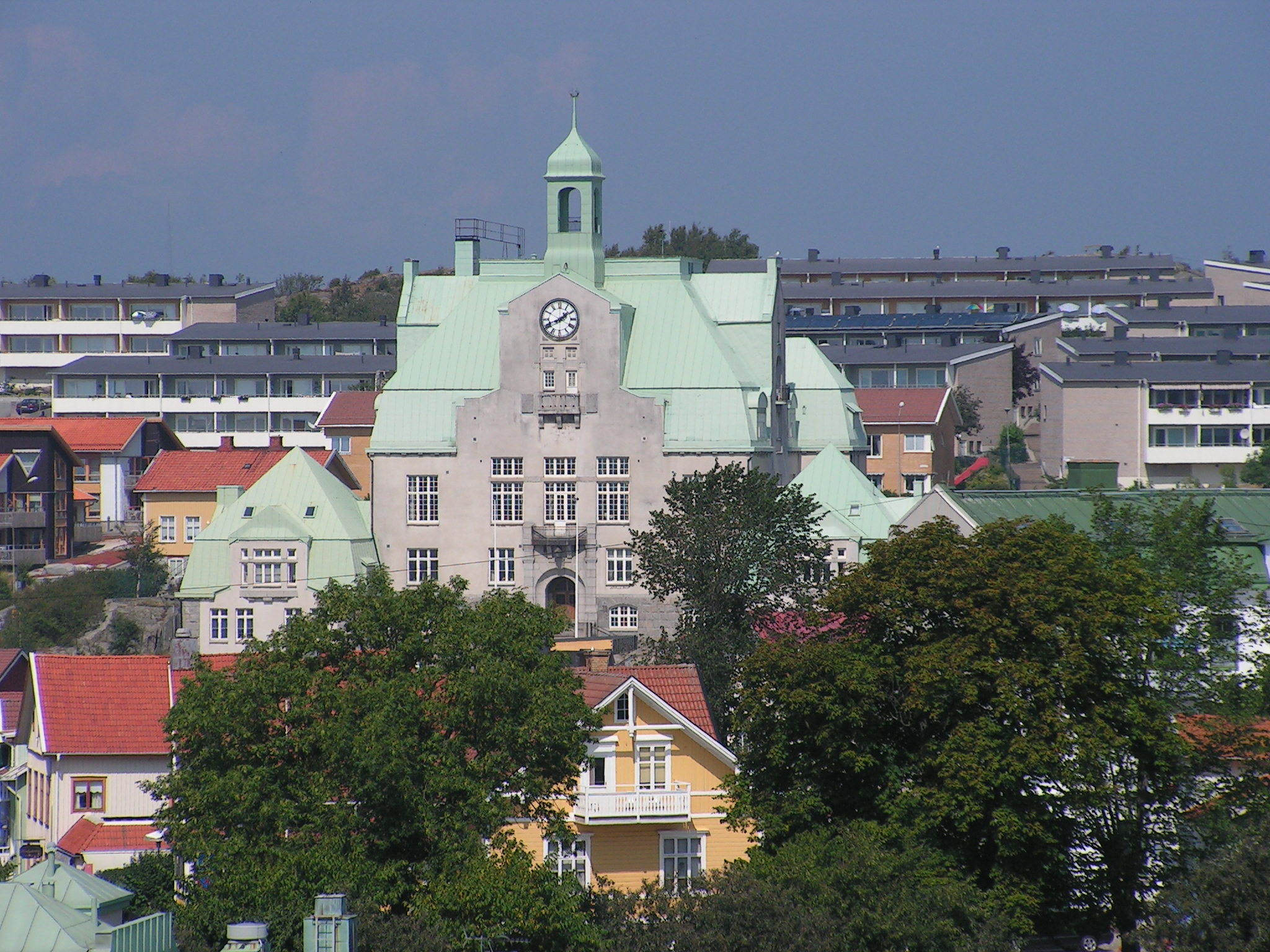
Управа комуни (Стремстад)
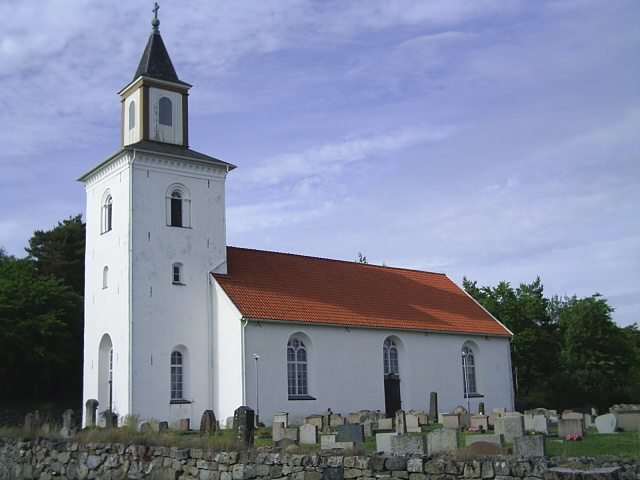
Церква (Черне)
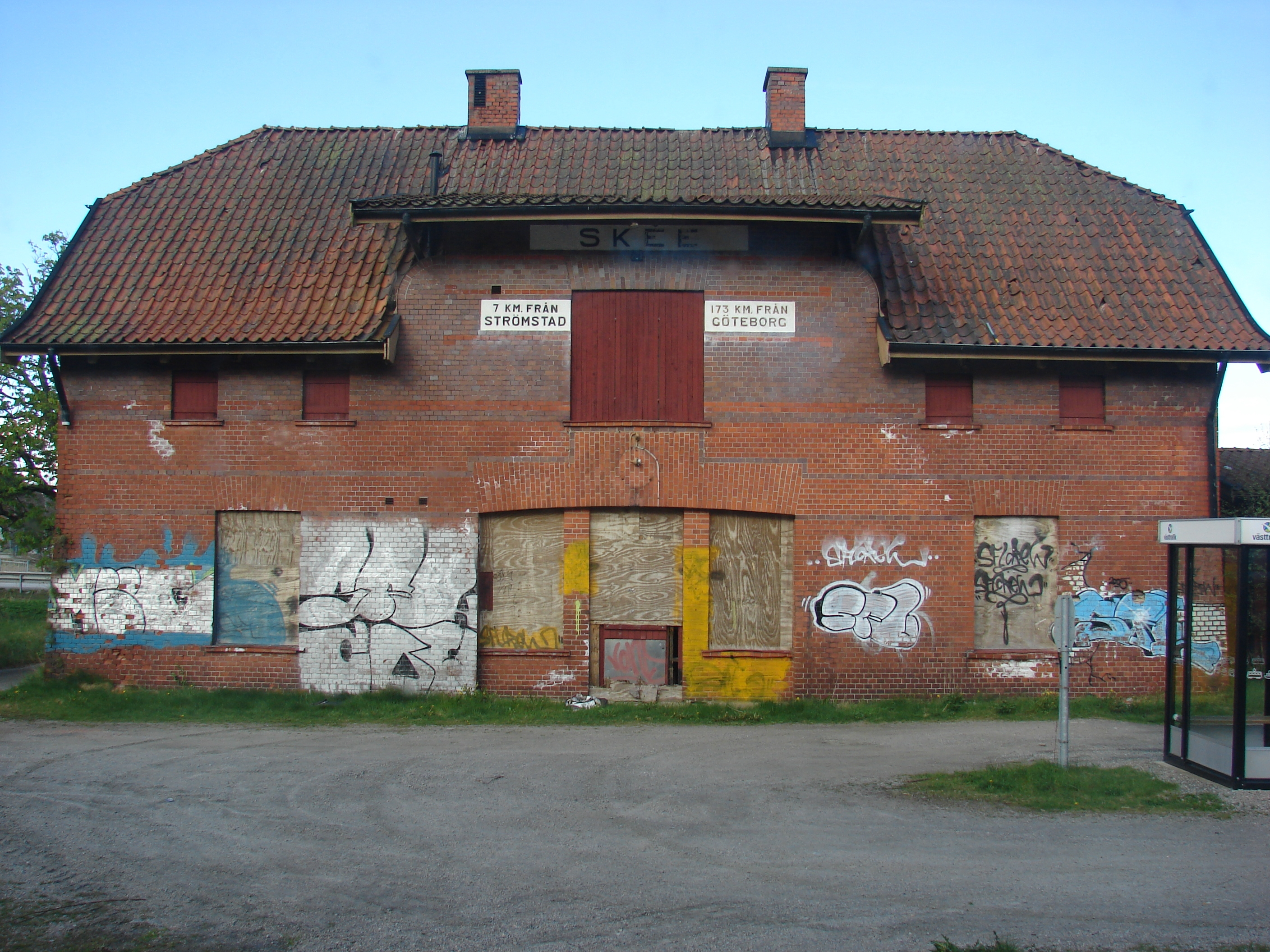
Станція Шеє
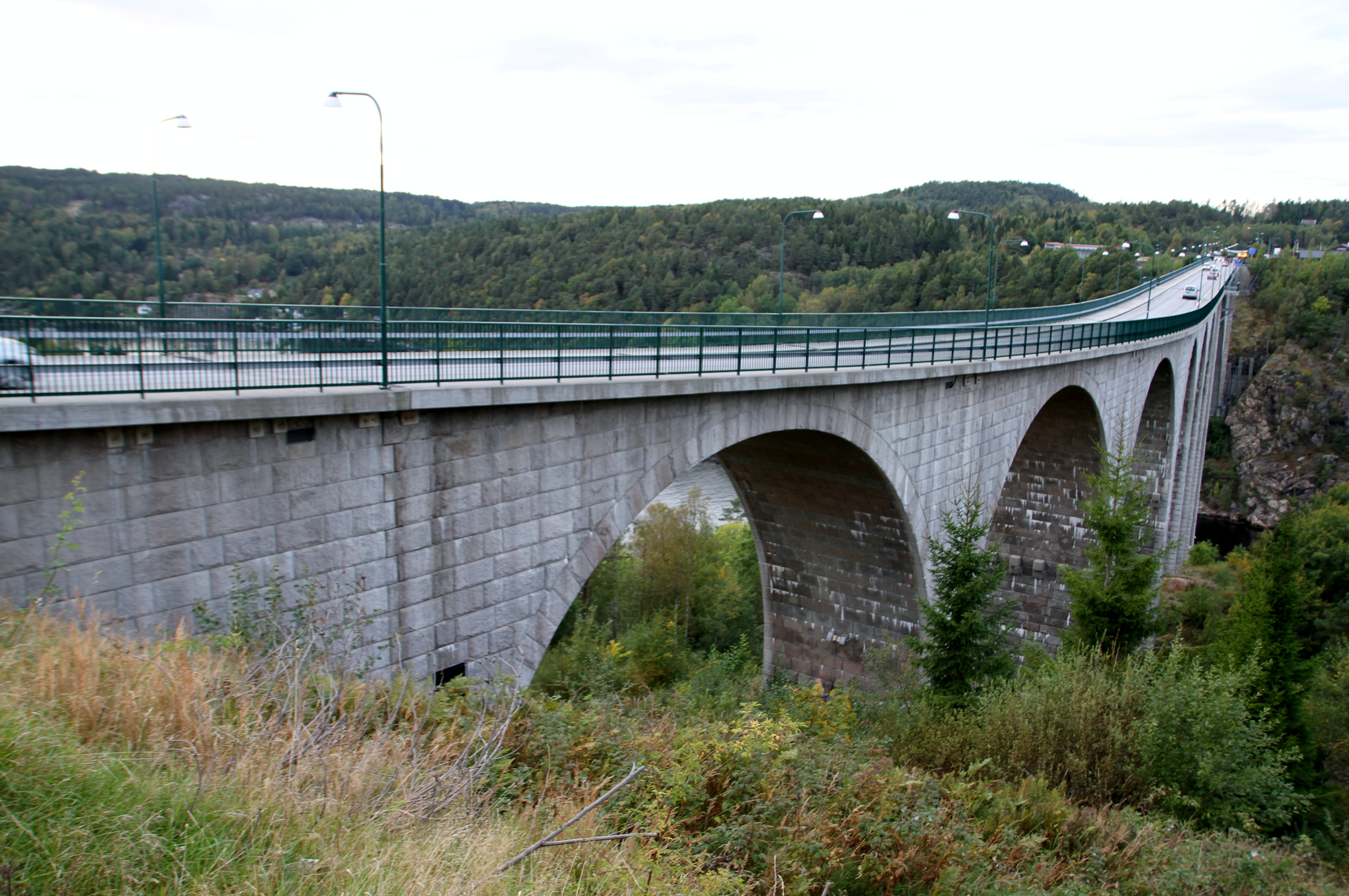
Міст між Швецією та Норвегією у Свінесунді

## Виноски
1. ↑  Folkmangd i riket, lan och kommuner (шв.) . Центральне бюро статистики Швеції. Архів оригіналу за 20 серпня 2013. Процитовано 23 лютого 2013.